# 단파 방송 밀청 사건
단파 방송 밀청 사건(短波放送密聽事件)은 1942년에 서울의 경성방송국(현재 한국방송공사)에서 일어난 독립운동과 관련된 역사적인 독립 운동 사건이다. 단파 방송 수신 사건, 단파 방송 청취 사건이라고 한다.

## 전개
태평양 전쟁이 일어나자 조선총독부는 외국의 정세가 한국인에게 전파될까 봐 '외국 단파 방송 청취 금지령'을 공포하고 한국에 와 있던 외국인 선교사를 추방하는 등 단파방송 청취자 단속을 강화했지만, 경성방송국에서 근무하는 한국인 직원들은 위험을 무릅쓰고 미국 샌프란시스코에서 송출되는 미국의 소리 한국어 방송과 중화민국 국민정부가 송출하는 충칭방송국 한국어 방송을 듣곤 했다.
일제는 일본이 전쟁에 패하고 있다는 소문의 근원을 찾고자 했고 단파방송이 그러한 소식의 원천으로 지목되었다. 일본 고등계 경찰은 경성(서울)에서 경성방송국의 단파수신기 관리 근무자 등 1942년 12월 말에서 1943년 초까지 대대적인 검거를 단행해 경성방송국 직원 6명과 단파방송을 직접 듣거나 거기에 관련된 150명 가까운 방송인과 민간인 150~300여 명을 체포하였다.
1943년 3월 공판이 시작되었고, 최종적으로 75명에게 유죄 판결이 내려졌다. 이중 6명이 고문 후유증으로 옥사하였다. 그러나 일본의 의도적인 기록 말살로 인해 현재 남아 있는 자료가 거의 없는 실정이고, 관련자에 대한 예우도 충분하지 않다.

## 일본인 관련자
1982년 경성방송국에서 근무했던 이들이 만든 조방회라는 단체에서 만든 〈JODK 조선방송협회 회상기〉에서 와카미야 요시마가 남긴 글에 따르면, 패전의 소문이 항간에 떠돌자 그 근원지로 단파수신기를 보유하고 있던 경성방송국을 지목하였고, 이때 단파수신기를 다룬 근무자와 동료들을 검거 연행하여 감금하였다고 한다.

## 같이 보기
- 미국의 소리
- 한국방송공사
- 단파방송
- 이승만